# Seznam medailistů na halovém mistrovství Evropy v běhu na 800 m
Běh na 800 metrů je do programu halového mistrovství Evropy zařazen od prvních ročníků šampionátu.

## Muži
| Rok      | Místo         | Zlato                | Výkon vítěze  | Stříbro              | Bronz                |
| -------- | ------------- | -------------------- | ------------- | -------------------- | -------------------- |
| HME 1970 | Vídeň         | Jevgenij Aržanov     | 1:51,0        | Juan Borraz          | Jože Međimurec       |
| HME 1971 | Sofie         | Jevgenij Aržanov     | 1:48,7        | Phillip Lewis        | Andrzej Kupczyk      |
| HME 1972 | Grenoble      | Jozef Plachý         | 1:48,84       | Ivan Ivanov          | Francis Gonzalez     |
| HME 1973 | Rotterdam     | Francis Gonzalez     | 1:49,17       | Gerhard Stolle       | Jozef Plachý         |
| HME 1974 | Göteborg      | Luciano Sušanj       | 1:48,07       | András Zsinka        | Jozef Plachý         |
| HME 1975 | Katovice      | Gerhard Stolle       | 1:49,8        | Ivo Van Damme        | Vladimir Ponomarjov  |
| HME 1976 | Mnichov       | Ivo Van Damme        | 1:49,2        | Josef Schmid         | Milovan Savić        |
| HME 1977 | San Sebastián | Sebastian Coe        | 1:46,5        | Erwin Gohlke         | Rolf Gysin           |
| HME 1978 | Milán         | Markku Taskinen      | 1:47,4        | Olaf Beyer           | Roger Milhau         |
| HME 1979 | Vídeň         | Antonio Páez         | 1:47,4        | Binko Kolew          | András Paróczai      |
| HME 1980 | Sindelfingen  | Roger Milhau         | 1:50,2        | András Paróczai      | Herbert Wursthorn    |
| HME 1981 | Grenoble      | Herbert Wursthorn    | 1:47,70       | András Paróczai      | Antonio Páez         |
| HME 1982 | Milán         | Antonio Páez         | 1:48,02       | Klaus-Peter Nabein   | Colomán Trabado      |
| HME 1983 | Budapešť      | Colomán Trabado      | 1:46,91       | Peter Elliott        | Thierry Tonnelier    |
| HME 1984 | Göteborg      | Donato Sabia         | 1:48,05       | André Lavie          | Philip Norgate       |
| HME 1985 | Pireus        | Rob Harrison         | 1:49,09       | Petre Drăgoescu      | Leonid Masunow       |
| HME 1986 | Madrid        | Peter Braun          | 1:48,96       | Colomán Trabado      | Thierry Tonnellier   |
| HME 1987 | Liévin        | Rob Druppers         | 1:48,13       | Vladimir Graudyň     | Ari Suhonen          |
| HME 1988 | Budapešť      | David Sharpe         | 1:49,17       | Rob Druppers         | Gert Kilbert         |
| HME 1989 | Haag          | Steve Heard          | 1:48,84       | Rob Druppers         | Joachim Heydgen      |
| HME 1990 | Glasgow       | Tom McKean           | 1:46,22       | Tomás de Teresa      | Zbigniew Janus       |
| HME 1992 | Janov         | Luis Javier González | 1:46,80       | José Arconada        | Tonino Viali         |
| HME 1994 | Paříž         | Andrej Loginov       | 1:46,38       | Luis Javier González | Ousmane Diarra       |
| HME 1996 | Stockholm     | Roberto Parra        | 1:47,74       | Giuseppe D'Urso      | Wojciech Kałdowski   |
| HME 1998 | Valencie      | Nils Schumann        | 1:47,02       | Marko Koers          | Vebjørn Rodal        |
| HME 2000 | Gent          | Jurij Borzakovskij   | 1:47,92       | Nils Schumann        | Balázs Korányi       |
| HME 2002 | Vídeň         | Paweł Czapiewski     | 1:44,78 -RHME | André Bucher         | Antonio Manuel Reina |
| HME 2005 | Madrid        | Dmitrij Bogdanov     | 1:48,61       | Antonio Manuel Reina | Juan de Dios Jurado  |
| HME 2007 | Birmingham    | Arnoud Okken         | 1:47,92       | Miguel Quesada       | Maurizio Bobbato     |
| HME 2009 | Turín         | Jurij Borzakovskij   | 1:48,55       | Luis Alberto Marco   | Mattias Claesson     |
| HME 2011 | Paříž         | Adam Kszczot         | 1:47,87       | Marcin Lewandowski   | Kevin López          |
| HME 2013 | Göteborg      | Adam Kszczot         | 1:48,69       | Kevin López          | Mukhtar Mohammed     |
| HME 2015 | Praha         | Marcin Lewandowski   | 1:46,67       | Mark English         | Thijmen Kupers       |
| HME 2017 | Bělehrad      | Adam Kszczot         | 1:48,87       | Andreas Bube         | Álvaro de Arriba     |
| HME 2019 | Glasgow       | Álvaro de Arriba     | 1:46,83       | Jamie Webb           | Mark English         |
| HME 2021 | Toruň         | Patryk Dobek         | 1:46,81       | Mateusz Borkowski    | Jamie Webb           |
| HME 2023 | Istanbul      | Adrián Ben           | 1:47,33       | Benjamin Robert      | Eliott Crestan       |
| HME 2025 | Apeldoorn     | Samuel Chapple       | 1:44,88       | Eliott Crestan       | Mark English         |

## Ženy
| Rok      | Místo         | Zlato                  | Výkon vítěze   | Stříbro               | Bronz                  |
| -------- | ------------- | ---------------------- | -------------- | --------------------- | ---------------------- |
| HME 1970 | Vídeň         | Maria Sykorová         | 2:07,0         | Ljudmila Braginová    | Zofia Kołakowska       |
| HME 1971 | Sofie         | Hildegard Falck        | 2:06,1         | Ileana Silaiová       | Rosemary Stirling      |
| HME 1972 | Grenoble      | Gunhild Hoffmeisterová | 2:04,83        | Ileana Silaiová       | Swetła Zlatewa         |
| HME 1973 | Rotterdam     | Stefka Jordanovová     | 2:02,65        | Elfi Zinnová          | Elżbieta Skowrońska    |
| HME 1974 | Göteborg      | Elżbieta Katoliková    | 2:02,38        | Gisela Ellenberger    | Gunhild Hoffmeisterová |
| HME 1975 | Katovice      | Anita Margová          | 2:05,6         | Sarmite Štula         | Rosita Pelichwanowa    |
| HME 1976 | Mnichov       | Nikolina Šterevová     | 2:02,2         | Liljana Tomovová      | Gisela Klein           |
| HME 1977 | San Sebastián | Jane Colebrooková      | 2:01,1         | Totka Petrova         | Elżbieta Katoliková    |
| HME 1978 | Milán         | Ulrike Brunsová        | 2:02,3         | Totka Petrova         | Mariana Suman          |
| HME 1979 | Vídeň         | Nikolina Šterevová     | 2:02,6         | Anita Margová         | Fița Lovinová          |
| HME 1980 | Sindelfingen  | Jolanta Januchtaová    | 2:00,6         | Anne-Marie Van Nuffel | Liz Barnes             |
| HME 1981 | Grenoble      | Hildegard Ullrichová   | 2:00,94        | Swetła Zlatewa        | Nikolina Šterevová     |
| HME 1982 | Milán         | Doina Melinteová       | 2:00,39        | Martina Steuk         | Jolanta Januchtaová    |
| HME 1983 | Budapešť      | Světlana Kitovová      | 2:01,28        | Zuzana Moravčíková    | Olga Simakowa          |
| HME 1984 | Göteborg      | Milena Matějkovičová   | 1:59,52        | Doina Melinteová      | Cristeana Cojocaru     |
| HME 1985 | Pireus        | Ella Kovacsová         | 2:00,51        | Naděžda Olizarenková  | Cristeana Cojocaru     |
| HME 1986 | Madrid        | Sigrun Wodarsová       | 1:59,89        | Cristeana Matei       | Slobodanka Čolović     |
| HME 1987 | Liévin        | Christine Wachtelová   | 1:59,89        | Sigrun Wodarsová      | Lubow Kiriuchina       |
| HME 1988 | Budapešť      | Sabine Zwienerová      | 2:01,19        | Olga Neljubovová      | Gabi Lesch             |
| HME 1989 | Haag          | Doina Melinteová       | 1:59,89        | Ellen Kiesslingová    | Tatiana Grebieńczuk    |
| HME 1990 | Glasgow       | Ljubov Gurinová        | 2:01,63        | Sabine Zwienerová     | Lorraine Baker         |
| HME 1992 | Janov         | Ella Kovacsová         | 1:59,98        | Inna Jevsiejevová     | Jelena Afanasjevová    |
| HME 1994 | Paříž         | Natalia Duchnovová     | 2:00,42        | Ella Kovacsová        | Carla Sacramentová     |
| HME 1996 | Stockholm     | Patricia Djaté         | 2:01,71        | Stella Jongmans       | Světlana Mastěrkovová  |
| HME 1998 | Valencie      | Ludmila Formanová      | 2:02,30        | Malin Ewerlöfová      | Judit Vargaová         |
| HME 2000 | Gent          | Stephanie Grafová      | 1:59,70        | Natalia Cyganovová    | Sandra Stals           |
| HME 2002 | Vídeň         | Jolanda Čeplaková      | 1:55,82 - RHME | Stephanie Grafová     | Elisabeth Grousselle   |
| HME 2005 | Madrid        | Larisa Čžao            | 1:59,97        | Mayte Martínezová     | Natalia Cyganovová     |
| HME 2007 | Birmingham    | Oxana Zbrožeková       | 1:59,23        | Tetiana Petliuk       | Jolanda Čeplaková      |
| HME 2009 | Turín         | Marija Savinovová      | 1:58,10        | Oxana Zbrožeková      | Elisa Cusma            |
| HME 2011 | Paříž         | Jennifer Meadowsová    | 2:00,50        | Linda Marguetová      | Marilyn Okorová        |
| HME 2013 | Göteborg      | Natalija Lupuová       | 2:00,26        | Jelena Kotulská       | Marina Arzamasovová    |
| HME 2015 | Praha         | Selina Büchelová       | 2:01,95        | Natalija Lupuová      | Joanna Jóźwiková       |
| HME 2017 | Bělehrad      | Selina Büchelová       | 2:00,38        | Shelayna Oskan-Clarke | Aníta Hinriksdóttir    |
| HME 2019 | Glasgow       | Shelayna Oskan-Clarke  | 2:02,58        | Rénelle Lamote        | Olha Lachova           |
| HME 2021 | Toruň         | Keely Hodgkinsonová    | 2:03,88        | Joanna Jóźwik         | Angelika Cichocka      |
| HME 2023 | Istanbul      | Keely Hodgkinsonová    | 1:58,66        | Anita Horvatová       | Agnés Raharolahyová    |
| HME 2025 | Apeldoorn     | Anna Wielgoszová       | 2:02,09        | Clara Libermanová     | Anita Horvatová        |